# Villa Bernardini
Villa Bernardini è una villa di campagna che si trova a Vicopelago, una frazione di Lucca.
Appartenuta alla famiglia Bernardini, una delle più antiche e potenti famiglie lucchesi, è ancora oggi abitata dai suoi eredi e conserva al suo interno l'arredamento originario.
Trasformata in parte in una casa-museo, la villa è spesso utilizzata anche come location per matrimoni e ricevimenti.

## Storia
Come recita l'iscrizione “Bernardinus Bernardinius A.D. MDCXV” posta sull'architrave del portone principale, la villa risale al 1615 e fu costruita per volere di Bernardino Bernardini, uno dei più noti politici del tempo. 
Tramite alcuni documenti conservati all'Archivio di Stato di Lucca, è stato possibile scoprire l'esistenza di una casa murata preesistente, la quale era circondata da un grande campo con alberi, viti e gelsi. Probabilmente la villa è stata costruita ampliando tale casa e anche se non si conosce il nome dell'architetto, si può presupporre che appartenesse alla scuola di Matteo Civitali, visto le varie caratteristiche architettoniche tipiche di quella scuola, come l'uso della pietra serena sia internamente che esternamente.
Abbellimenti e modifiche furono eseguiti più tardi in occasione del matrimonio, avvenuto nel 1742, di Francesco Bernardini e Marianna Parenzi, una nobildonna lucchese.

## La villa
La villa si trova al centro di un grande parco, circa tre ettari, il quale fu impiantato interamente sul terreno di riporto, creando così un dislivello di oltre sei metri fra la strada e l'accesso alla villa.
L'edificio presenta una forma quasi cubica posta su pianta pressoché quadrata, tipica dell'architettura tardo-rinascimentale, con tetto a padiglione e dotata di ampie gronde in legno. Tutti gli ambienti sono illuminati da grandi finestre rettangolari, incorniciate da pietra serena, e allineate simmetricamente in un preciso ordine verticale. 
L'entrata principale è preceduta da un portico quadrangolare, accessibile tramite dei gradini e caratterizzato da tre archi della stessa dimensione. Nella parte superiore del loggiato è posto lo stemma della famiglia, raffigurante la croce di Sant'Andrea bianca in campo rosso con una mezzaluna dritta al centro.

## L'interno

### Seminterrato
In origine, il seminterrato comprendeva la cucina, due pozzi (oggi completamente prosciugati a causa dell'abbassamento delle falde acquifere), la legnaia, il tinaio, la cantina e il cigliere, usato per la conservazione della frutta, dei salumi e delle cibarie. Esisteva anche una stanza adibita alla preparazione del pane, del burro, del formaggio e alla lavorazione degli alimenti da conservare.

### Piano terra
Il salone d'ingresso è diviso in due parti da un arco ornato da stucchi, sul quale sono riprodotti gli stemmi delle famiglie Bernardini e Parenzi. Sulle pareti laterali spiccano quattro grandi tele, contornate da cornici in stucco e rappresentanti scene della storia di Ercole: Ercole al bivio, Ercole che regge il globo, Ercole che uccide l'Idra e Ercole che cattura Cerbero. Queste tele, eseguite da pittori lucchesi, sono copie di dipinti di Annibale Carracci (gli originali si trovano nel Camerino Farnese a Roma, tranne la tela di Ercole al bivio che invece è conservata al Museo nazionale di Capodimonte a Napoli).
Dal salone d’ingresso si accede a tutti gli ambienti del piano terra, tra cui un salottino per signore e una stanza maschile per il fumo, e, opposta all'entrata, si trova il portone che conduce al retro della villa e al caratteristico teatro di verzura.

### Primo piano
Salendo le scale di pietra serena, si accede agli ambienti del primo piano che presentano una planimetria speculare a quella del piano terra, fatta eccezione per la divisione in due salotti del grande salone. Uno di questi dà accesso ad un piccolo terrazzo in pietra serena con balaustrata in marmo di Carrara, mentre l’altro salotto è caratterizzato da un grande quadrante in stucco di un orologio posto sulla parete di fondo. 
Quasi tutti i soffitti dei locali al primo piano sono a cassettoni, realizzati in abete di Moscovia e conservati così come erano in origine. Solo il soffitto del salotto anteriore fu modificato nella prima metà del XVIII secolo, con la realizzazione di una volta a botte quasi piana che copre il sottostante soffitto a cassettoni. 
Dalle due sale si può accedere ai vari ambienti, tra cui la camera padronale in stile impero di Eleonora Bernardini.

### L'arredamento
I vari ambienti della villa sono arredati con mobili originali, di cui moltissimi commissionati dai Bernardini stessi, come si può notare dagli stemmi di famiglia scolpiti o dipinti sopra. 
Oltre alle quattro tele nel salone principale, sono presenti nei vari ambienti altre opere di notevole rilevanza: quattro grandi tele rappresentanti scene di battaglie attribuite al Borgognoni; quattro dipinti di Jacopo Bassano raffiguranti le stagioni; due tele di soggetto mitologico del Diecimino; una grande tela di Pietro Paolini riproducente Cristo e la Maddalena; vari dipinti di nature morte tra le quali di Mario Cassisa e di Paolo Porpora. Sono presenti, inoltre, diversi ritratti di personaggi appartenenti alla famiglia, come quelli di Martino Bernardini e del teologo Paolino Bernardini.

## L'esterno

### Giardino Romantico
Antistante l'entrata della villa si trova un giardino cuoriforme, circondato lateralmente da due viali e contornato sui lati esterni da grandi siepi di Lauro cerasus dal taglio a parallelepipedo e da due Sequoia sempervirens. 
Antecedente la costruzione della villa, il giardino si presentava come una chiusa dal taglio rettangolare di stampo tardo medievale. In seguito, in occasione del matrimonio tra Francesco Bernardini e Marianna Parenzi nella prima metà del XVIII secolo, fu trasformato in un giardino alla francese con aiuole di varie forme che percorrevano i viali. Di quella impostazione sono rimaste tuttora quattro aiuole di bosso e diverse piante di bosso modellate a sfera. 
Nel XIX secolo, seguendo la moda e il gusto del tempo, il giardino venne mutato in un giardino informale all'inglese tramite il collocamento di grandi alberi ad alto fusto.

### Teatro di verzura
Nella parte posteriore della villa è situato il teatro di verzura, realizzato intorno alla metà del XVIII secolo per volere di Marianna Parenzi e rimasto invariato nel corso del tempo. La cavea di profilo mistilineo può ospitare circa 600 persone e si può godere di un'acustica eccellente visto la sua collocazione alla base di una collina. 
Il teatro di verzura fu realizzato sbancando il terreno ed è formato da due doppi ordini di pareti di Buxus sempervirens, che delimitano un’ampia scarpata, e sono caratterizzati da figure sferiche, ottenute tramite il modellamento del verde, che descrivono i nodi di riferimento acustico e visuale. Altre due pareti di bosso sono situate più in alto, creando così un'alternanza di zone piene e zone vuote, fino alla chiusura del teatro tramite un muro di bosso, che lo separa dal bosco retrostante.
All'interno della villa è conservato il modellino ligneo del teatro di verzura, dove posta sul retro è presente la firma del progettista, il cui nome però risulta ancora incerto. Il modellino presenta dettagli in più rispetto a quello reale, che possono considerarsi come ipotesi progettuali mai realizzate. Infatti, non esiste traccia alcuna né della scalinata centrale, né della fontana circolare contornata da quattro parterre fioriti, né della realizzazione di due sole parterre divisi da un viale centrale.

### Giardino Segreto
Nella zona ovest si trova il giardino segreto, luogo dedicato al riposo e alle conversazioni, originariamente nascosto alla vista da una recinzione in muratura molto alta. In seguito ai lavori di ammodernamento eseguiti nella prima metà del Settecento, il muro venne demolito per permettere il collegamento visuale con gli altri due giardini, lasciando in piedi solo le due colonne che danno accesso al parco. Al suo interno è presente una vasca circolare, intorno alla quale sono poste quattro panchine curvilinee in pietra serena alternate a quattro grandi piedistalli, su cui sono poste statue raffiguranti allegorie delle quattro stagioni. All'inizio dell'Ottocento, fu interrotta l'originaria simmetria con l'inserimento di quattro tigli a est della fontana, sovrastando due delle quattro statue.

### La limonaia
Nell'angolo nord-ovest del giardino segreto è stata costruita una limonaia, ricovero invernale per le conche dei limoni, che nel periodo aprile-ottobre ornano la villa. All'interno, la parete nord è completamente adornata con piante secolari di Ficus Repens e accostata alla parete opposta all'ingresso è presente una vasca di marmo in stile impero, la quale, in origine, veniva utilizzata per l'irrigazione dei limoni.